# Pletiu de Riumalo
El Pletiu de Riumalo, o Planell de Riumalo, és un pletiu situat dins del terme municipal de la Vall de Boí, a la comarca de l'Alta Ribagorça, i dins la zona perifèrica del Parc Nacional d'Aigüestortes i Estany de Sant Maurici.
El nom «té el sentit de riu dolent, d'avingudes perilloses».
Es troba, entre 1.850 i 1.880 metres d'altitud, a la Capçalera de Caldes, per damunt del Pletiu de l'Obaga (S) i per sota del Barranc de les Llastres (NE), és travessat de nord-est a sud-oest pel Riuet d'Estany Negre i el del Barranc de les Llastres que formen multitud de meandres. En el seu extrem sud-oriental desaigua el Barranc de Malavesina. Pel seu extrem nord també rep les aigües provinents de l'Estany Cloto.

## Rutes[3]
Situat a mig camí de l'Embassament de Cavallers i del Refugi Joan Ventosa i Calvell és punt de pas de moltes de les rutes que travessen la Capçalera de Caldes.
- Refugi Joan Ventosa i Calvell: des de la Presa de Cavallers, pel Pletiu de Riumalo, el Barranc de les Llastres i Pletiu d'Estany Negre.
- Besiberri Sud: des del Pletiu de Riumalo, pel barranc i l'Estany de Malavesina.
- Besiberri del Mig: des del Pletiu de Riumalo, pel Barranc de Malavesina, l'Estany de Malavesina i el Pas de Trescazes.
- Besiberri del Mig: des del Pletiu de Riumalo, pel Barranc de Malavesina, l'Estany de Malavesina, la Bretxa Peyta i el Pas de Trescazes.
- Besiberri Nord: des del Pletiu de Riumalo, pel Barranc de Malavesina, l'Estany de Malavesina i la Bretxa Peyta.
- Vall de Valarties per la Bretxa Peyta: des del Pletiu de Riumalo, pel Barranc de Malavesina i l'Estany de Malavesina.